# آنتونینی ۱۲۵۸۰
سیارک ۱۲۵۸۰ (به انگلیسی: 12580 Antonini، نامگذاری:1999RM33) دوازده هزار و پانصد و هشتادمین سیارک کشف شده‌است که در ۸ سپتامبر ۱۹۹۹ کشف شد.
قدر مطلق سیارک برابر ۱۴٫۲۰ است.